# Liste der Kulturdenkmale in Stroga
In der Liste der Kulturdenkmale in Stroga sind die Kulturdenkmale des Großenhainer Ortsteils Stroga verzeichnet, die bis Dezember 2020 vom Landesamt für Denkmalpflege Sachsen erfasst wurden (ohne archäologische Kulturdenkmale). Die Anmerkungen sind zu beachten.
Diese Aufzählung ist eine Teilmenge der Liste der Kulturdenkmale in Großenhain.

## Stroga
| Bild                                    | Bezeichnung                                                     | Lage                        | Datierung                                                                       | Beschreibung | ID       |
| --------------------------------------- | --------------------------------------------------------------- | --------------------------- | ------------------------------------------------------------------------------- | --- | -------- |
| Direkt Bild zu diesem Denkmal hochladen | Wegestein                                                       | Uebigauer Straße (Karte)    | 19. Jahrhundert                                                                 | Verkehrshistorische Bedeutung. 0,5 m hoher Sandsteinkubus mit Inschrift „Strauch/Uebigau, Elsterwerda, Großenhain“. | 08958682 |
|                                         | Herrenhaus des ehemaligen Rittergutes, heute Verwaltungsgebäude | Uebigauer Straße 10 (Karte) | Im Kern 18. Jahrhundert, später überformt (Herrenhaus); um 1900 (Dampfmaschine) | Von ortshistorischer Relevanz, ehemals Zabeltitzer Vorwerk, ab 1889 Rittergut, Brennerei mit Dampfmaschine. - Herrenhaus: zweigeschossiger Putzbau mit 10:1 Achsen, vorgezogener Eingangsbereich, im ersten Obergeschoss als Balkon gestaltet, im Erdgeschoss profilierte Sandsteingewände, hohes Mansarddach, zum Teil mit Biberschwanzdeckung, stehende Dachfenster, im Innern originales Treppengeländer, Holzkassettendecke (19. Jahrhundert) - Dampfmaschine: liegende Einzylindermaschine mit breitem Gabelrahmen mit gebohrter Kreuzkopfführung, Baujahr 1895–1900, 10 PS – 20 PS mit Elektromotorantrieb, 2010 noch in Betrieb | 08958685 |

## Tabellenlegende
- Bild: Bild des Kulturdenkmals, ggf. zusätzlich mit einem Link zu weiteren Fotos des Kulturdenkmals im Medienarchiv Wikimedia Commons. Wenn man auf das Kamerasymbol klickt, können Fotos zu Kulturdenkmalen aus dieser Liste hochgeladen werden:
- Bezeichnung: Denkmalgeschützte Objekte und ggf. Bauwerksname des Kulturdenkmals
- Lage: Straßenname und Hausnummer oder Flurstücknummer des Kulturdenkmals. Die Grundsortierung der Liste erfolgt nach dieser Adresse. Der Link (Karte) führt zu verschiedenen Kartendiensten mit der Position des Kulturdenkmals. Fehlt dieser Link, wurden die Koordinaten noch nicht eingetragen. Sind diese bekannt, können sie über ein Tool mit einer Kartenansicht einfach nachgetragen werden. In dieser Kartenansicht sind Kulturdenkmale ohne Koordinaten mit einem roten bzw. orangen Marker dargestellt und können durch Verschieben auf die richtige Position in der Karte mit Koordinaten versehen werden. Kulturdenkmale ohne Bild sind an einem blauen bzw. roten Marker erkennbar.
- Datierung: Baubeginn, Fertigstellung, Datum der Erstnennung oder grobe zeitliche Einordnung entsprechend des Eintrags in der sächsischen Denkmaldatenbank
- Beschreibung: Kurzcharakteristik des Kulturdenkmals entsprechend des Eintrags in der sächsischen Denkmaldatenbank, ggf. ergänzt durch die dort nur selten veröffentlichten Erfassungstexte oder zusätzliche Informationen
- ID: Vom Landesamt für Denkmalpflege Sachsen vergebene, das Kulturdenkmal eindeutig identifizierende Objekt-Nummer. Der Link führt zum PDF-Denkmaldokument des Landesamtes für Denkmalpflege Sachsen. Bei ehemaligen Kulturdenkmalen können die Objektnummern unbekannt sein und deshalb fehlen bzw. die Links von aus der Datenbank entfernten Objektnummern ins Leere führen. Ein ggf. vorhandenes Icon  führt zu den Angaben des Kulturdenkmals bei Wikidata.